# Fußball-Verbandspokal
Als Verbandspokal werden in Deutschland gemeinhin die Fußball-Pokalwettbewerbe der Männer und Frauen der 21 Landesverbände des DFB bezeichnet, die jede Saison ausgetragen werden. Wenn sich das Gebiet eines Verbandes mit dem eines Bundeslandes deckt, ist die Bezeichnung Landespokal üblich. Die Verbands- und Landespokale beziehen ihre sportliche Bedeutung in erster Linie aus dem Umstand, dass die Pokalsieger in der Folgesaison für den DFB-Pokal bzw. den DFB-Pokal der Frauen qualifiziert sind, wo sie sich mit Mannschaften der 1. und 2. Bundesliga bzw. der 1. und 2. Frauen-Bundesliga messen können. Jeder der 21 Landesverbände hat dadurch mindestens einen festen Pokal-Startplatz für „unterklassige“ Vereine.

## Übersicht über die deutschen Verbandspokale
| Verband                                                                | Wettbewerb der Männer         | Herren-Mannschaften1 | Wettbewerb der Frauen              | Frauen-Mannschaften1 |
| ---------------------------------------------------------------------- | ----------------------------- | -------------------- | ---------------------------------- | -------------------- |
| Baden                                                                  | bfv-Rothaus-Pokal             | 0.0863               | Sport-Lines Pokal der Frauen       | 0.090                |
| Bayern                                                                 | Toto-Pokal                    | 05.932               | HISCOX Verbandspokal               | 0712                 |
| Berlin                                                                 | COSY-WASCH Landespokal        | 01.125               | Polytan-Pokal                      | 0101                 |
| Brandenburg                                                            | Brandenburgischer Landespokal | 01.147               | Landespokal Brandenburg der Frauen | 0.096                |
| Bremen                                                                 | LOTTO-Pokal Bremen            | 0.0253               | LOTTO-Pokal der Frauen             | 0.026                |
| Hamburg                                                                | LOTTO-Pokal Hamburg           | 0.0794               | LOTTO-Pokal Frauen                 | 0109                 |
| Hessen                                                                 | Krombacher-Hessenpokal        | 03.208               | Hessenpokal Frauen                 | 0259                 |
| Mecklenburg-Vorpommern                                                 | Lübzer Pils Cup               | 0.0622               | Polytan-Landespokal Frauen         | 0.038                |
| Mittelrhein                                                            | Bitburger-Pokal               | 01.373               | FVM-Pokal der Frauen               | 0188                 |
| Niederrhein                                                            | Niederrheinpokal              | 01.981               | ARAG-Niederrheinpokal              | 0231                 |
| Niedersachsen                                                          | Krombacher Niedersachsenpokal | 05.140               | AOK Niedersachsenpokal der Frauen  | 0783                 |
| Rheinland                                                              | Bitburger-Rheinlandpokal      | 0.0916               | Vereinsticket Rheinlandpokal       | 0.085                |
| Saarland                                                               | Sparkassenpokal Saar          | 0.0713               | WASGAU Saarlandpokal der Frauen    | 0.059                |
| Sachsen                                                                | Wernesgrüner Sachsenpokal     | 01.266               | Sachsenlotto Landespokal Frauen    | 0122                 |
| Sachsen-Anhalt                                                         | dachbleche24 Landespokal      | 0.0859               | Polytan FSA-Pokal                  | 0.069                |
| Schleswig-Holstein                                                     | SHFV-LOTTO-Pokal              | 0.0937               | SHFV-LOTTO-Pokal                   | 0143                 |
| Südbaden                                                               | SBFV-Rothaus-Pokal            | 01.180               | SBFV-Rothaus-Pokal der Frauen      | 0171                 |
| Südwest                                                                | Bitburger Verbandspokal       | 01.516               | Frauen-Verbandspokal Südwest       | 0102                 |
| Thüringen                                                              | Thüringen Pokal               | 0.0894               | TFV-Landespokal der Frauen         | 0.059                |
| Westfalen                                                              | Krombacher Westfalenpokal     | 04.160               | Westfalenpokal Frauen              | 0441                 |
| Württemberg                                                            | DB Regio-wfv-Pokal            | 02.582               | Sport-Lines wfv-Pokal der Frauen   | 0301                 |
|                                                                        | Summe Herren-Mannschaften     | 37.461               | Summe Frauen-Mannschaften          | 4.185                |
| 1 Stand: 2024; fettgedruckt sind die drei mitgliederstärksten Verbände |                               |                      |                                    |                      |

## Verbandspokale der Männer
Bei den Herren werden derzeit 22 Pokalwettbewerbe von 21 Landesverbänden ausgetragen. Teilnahmeberechtigt sind ausschließlich Vereine der 3. Liga und Amateurmannschaften der darunter befindlichen Spielklassen.

### Teilnehmerzahl
Die Teilnehmerzahl ist von Verband zu Verband unterschiedlich. Üblicherweise sind die Mannschaften der obersten Ligen (3. Liga, Regionalliga, Oberliga) automatisch teilnahmeberechtigt, während sich die Vereine der unteren Ligen über Bezirks-, Kreis- oder Stadtpokale qualifizieren müssen. In Mecklenburg-Vorpommern beispielsweise treten die Ober-, Verbands- und Landesligisten im Verbandspokal an. Dazu kommen die Mannschaften der niederen Ligen, die sich durch den Sieg im Bezirkspokal für den Landespokal qualifiziert haben. In Hamburg dagegen ist das Teilnehmerfeld mit über 200 Vereinen sehr breit angelegt. In Bayern wiederum finden die Pokalspiele in drei Etappen statt: Zunächst qualifizieren sich vier oder acht Mannschaften auf (Fußball-)Kreisebene für die Spiele auf Bezirksebene, aus denen sich insgesamt acht Teilnehmer für die Endrunde qualifizieren. In dieser wird schließlich um den eigentlichen Landespokal gespielt.

### Spielmodus
Üblicherweise werden die Pokalspiele im K.-o.-System ausgetragen, welches auch im DFB-Pokal gilt; Vereine aus niedrigeren Ligen haben gegen höhere Ligen in der Regel Heimrecht.
Auch im Spielmodus gibt es Unterschiede: In Bremen gibt es statt einer Verlängerung nach einem Unentschieden nach 90 Minuten sofort Elfmeterschießen. Steht es in Südbaden in einer Begegnung zweier Mannschaften aus verschiedenen Spielklassen nach Verlängerung unentschieden, kommt die klassenniedrigere Mannschaft eine Runde weiter.
Die Verbandspokal-Endspiele finden in der Regel im Mai oder Juni statt, sodass bei der Auslosung der ersten Hauptrunde des DFB-Pokals bekannt ist, welche Amateurvertreter teilnehmen. In den drei „großen“ Verbänden entfällt dieser „Zeitdruck“, sodass das Endspiel in Bayern traditionell im Juli stattfindet. In der Saison 2004/05 war das hessische Pokalendspiel sogar erst für August angesetzt, da der eine Finalist, die Kickers Offenbach, bereits als Meister der Regionalliga Süd automatisch für den nationalen Pokal qualifiziert war und somit der andere Finalist, der 1. FC Eschborn, automatisch als hessischer Amateurvertreter teilnahm.
Seit der Saison 2015/16 finden die meisten Endspiele Ende Mai oder Anfang Juni an einem einzigen Finaltag der Amateure statt, der in drei Konferenzen hintereinander im Ersten übertragen wird. 2018/19 fanden die 21 Landespokalendspiele am Tag des DFB-Pokalfinales, dem 25. Mai 2019, statt. Das Erste zeigte erstmals die Endspiele aller 21 Landespokale in einer großen Live-Konferenz, verteilt auf drei verschiedene Anstoßzeitpunkte, vor dem DFB-Pokalendspiel am Abend. Seitdem finden die Endspiele jährlich fast immer alle an einem Tag statt und werden von der ARD in ihrem ersten Programm in einer Konferenz übertragen.

### Bedeutung für den DFB-Pokal
Die Sieger der Verbandspokale sind, sofern es sich nicht um Zweitvertretungen der ohnehin für den DFB-Pokal qualifizierten Lizenzvereine (also der 1. oder 2. Bundesliga) handelt, zur Teilnahme an der ersten Runde des DFB-Pokals der folgenden Saison berechtigt. Die drei Verbände mit den meisten Herren-Mannschaften im Spielbetrieb – derzeit Bayern, Niedersachsen und Westfalen – entsenden zusätzlich jeweils einen weiteren Teilnehmer. In Niedersachsen werden daher zwei Pokalwettbewerbe ausgetragen (einer für Mannschaften der 3. und der Regionalliga und einer für Mannschaften aus niedrigeren Spielklassen). In Bayern erhält der Meister der Regionalliga Bayern (keine Zweitvertretungen) den zusätzlichen Startplatz, in Westfalen die beste Mannschaft der Oberliga Westfalen (zweite Mannschaften ebenfalls ausgeschlossen). Somit qualifizieren sich pro Saison 22 Vereine über die Verbandspokale für den nationalen Pokalwettbewerb. Erreicht ein Verbandspokalsieger einen der ersten vier Plätze der 3. Liga, rückt der unterlegene Finalist bzw. der Gewinner eines Spiels um Platz 3 usw. nach.

### Amtierende Pokalsieger und Rekordpokalsieger
| Pokalwettbewerb                     | Pokalsieger 2024/25             | Rekordpokalsieger                         |
| ----------------------------------- | ------------------------------- | ----------------------------------------- |
| Badischer Pokal                     | SV Sandhausen (14.) 1           | SV Sandhausen (14) 1                      |
| Bayerischer Pokal                   | FV Illertissen (3.)             | SSV Jahn Regensburg (7) 1                 |
| Berliner Landespokal                | BFC Dynamo (12.)                | Tennis Borussia Berlin (16) 1             |
| Brandenburgischer Landespokal       | RSV Eintracht 1949 (1.)         | Energie Cottbus (12) 1                    |
| Bremer Pokal                        | SV Hemelingen (3.)              | SV Werder Bremen (20) 1                   |
| Hamburger Pokal                     | Eintracht Norderstedt (6.)      | FC St. Pauli (7) 1                        |
| Hessenpokal                         | SV Wehen Wiesbaden (8.)         | Kickers Offenbach (13)                    |
| Mecklenburg-Vorpommern-Pokal        | F.C. Hansa Rostock (11.)        | F.C. Hansa Rostock (11) 1                 |
| Mittelrheinpokal                    | Viktoria Köln (8.)              | Alemannia Aachen 1 / Viktoria Köln (je 8) |
| Niederrheinpokal                    | Rot-Weiss Essen (12.)           | Rot-Weiss Essen (12)                      |
| Niedersachsenpokal (3. Liga und RL) | Blau-Weiß Lohne (2.)            | VfL Osnabrück (5)                         |
| Niedersachsenpokal (Amateure) 2     | SV Atlas Delmenhorst (2.)       | VfL Osnabrück (5)                         |
| Rheinlandpokal                      | FV Engers 07 (3.)               | Eintracht Trier (15) 1                    |
| Saarlandpokal                       | FC 08 Homburg (7.)              | 1. FC Saarbrücken (12)                    |
| Sachsenpokal                        | 1. FC Lokomotive Leipzig (4.) 1 | Chemnitzer FC (12)                        |
| Sachsen-Anhalt-Pokal                | Hallescher FC (12.)             | 1. FC Magdeburg (13) 1                    |
| SHFV-Pokal                          | VfB Lübeck (18.)                | VfB Lübeck (18)                           |
| Südbadischer Pokal                  | Bahlinger SC (4.)               | FC 08 Villingen (11)                      |
| Südwestpokal                        | FK Pirmasens (5.)               | 1. FSV Mainz 05 (8) 1                     |
| Thüringer Landespokal               | ZFC Meuselwitz (3.)             | FC Carl Zeiss Jena (15) 1                 |
| Westfalenpokal                      | Arminia Bielefeld (5.)          | SC Paderborn 07 (9)                       |
| WFV-Pokal                           | SG Sonnenhof Großaspach (2.)    | SSV Ulm 1846 (11)                         |